# Псевдосфера

Псевдосфера

Псевдосфе́ра (или поверхность Бельтра́ми) — поверхность постоянной отрицательной кривизны, образуемая вращением трактрисы около её асимптоты. Название подчёркивает сходство и различие со сферой, которая является примером поверхности с кривизной, также постоянной, но положительной.

## История
Впервые исследована Миндингом в 1839—1840 годах.
В частности, им было показано, что понятия группы движений и конгруэнтных фигур имеют смысл лишь на поверхностях постоянной кривизны. Название «псевдосфера» поверхности дал Бельтрами. Он же обратил внимание на то, что псевдосфера реализует локальную модель геометрии Лобачевского, наряду с проективной моделью и конформно-евклидовой моделью.

## Характеристики

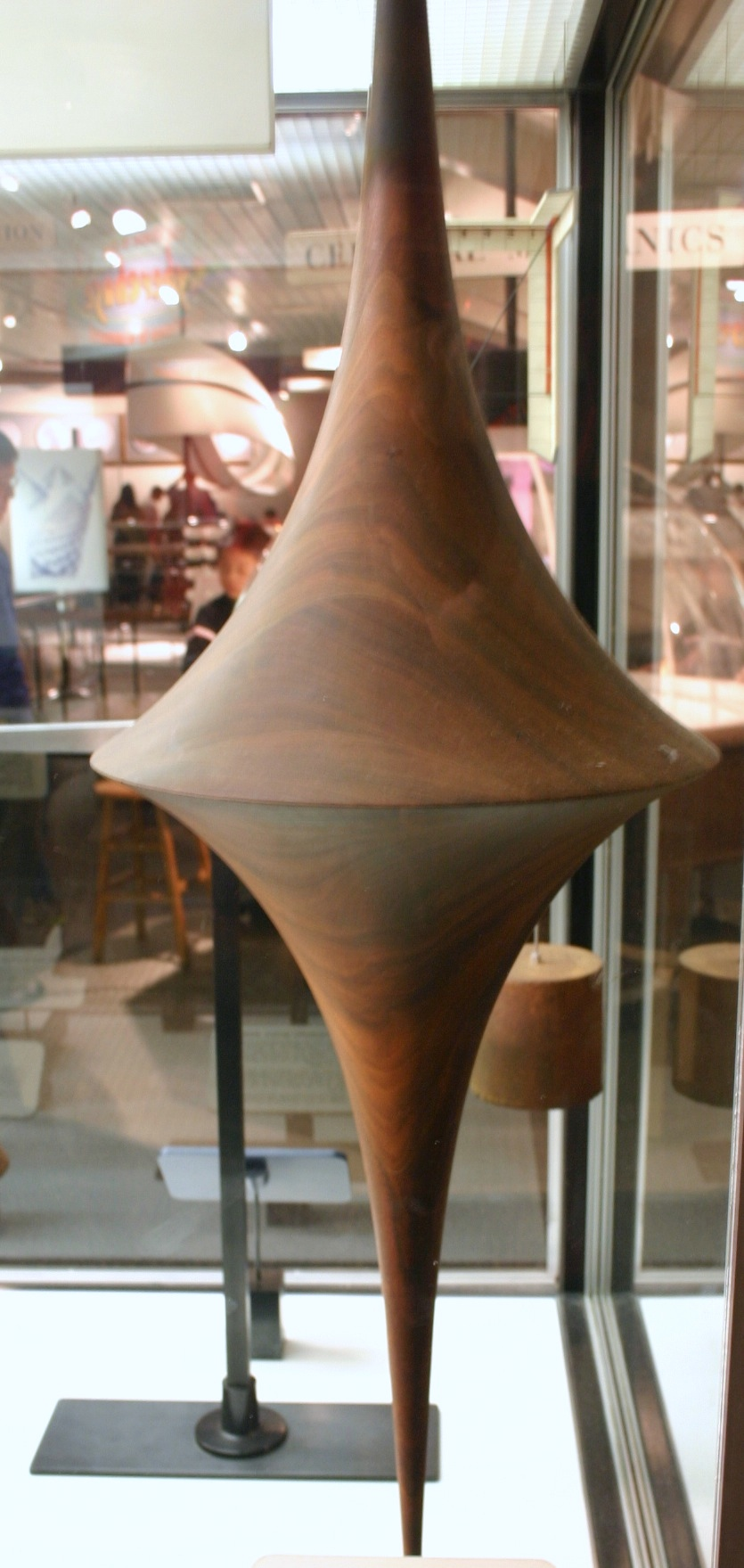
Псевдосфера

Если трактрису задать в плоскости Oxz параметрическими уравнениями
{\displaystyle x=a\sin u},
{\displaystyle y=0},
{\displaystyle z=a\left(\ln \operatorname {tg} {\frac {u}{2}}+\cos u\right),\quad 0\leq u\leq {\frac {\pi }{2}}},
то параметрическими уравнениями псевдосферы будут
{\displaystyle x=a\sin u\cos v},
{\displaystyle y=a\sin u\sin v},
{\displaystyle z=a\left(\ln \operatorname {tg} {\frac {u}{2}}+\cos u\right)},
{\displaystyle 0\leq u\leq {\frac {\pi }{2}},\ 0\leq v\leq 2\pi }.
Первая квадратичная форма:
{\displaystyle ds^{2}=a^{2}\operatorname {ctg} ^{2}u\,du^{2}+a^{2}\sin ^{2}u\,dv^{2}}
Вторая квадратичная форма:
{\displaystyle \phi _{2}=a(-\operatorname {ctg} u\,du^{2}+\sin u\cos u\,dv^{2})}
Гауссова кривизна псевдосферы постоянна, отрицательна и равна −1/a².
Площадь обоих раструбов псевдосферы совпадает с площадью сферы ({\displaystyle 4\pi a^{2}}), объём — половина от объёма шара ({\displaystyle {\tfrac {2}{3}}\pi a^{3}}).

## Вариации и обобщения
- Поверхность Дини — похожий пример поверхности постоянной отрицательной кривизны. Она даёт изометрическое погружение области плоскости Лобачевского, ограниченной орициклом.